# East Tennessee 200 1967
East Tennessee 200 1967 var ett stockcarlopp ingående i Nascar Grand National Series (nuvarande Nascar Cup Series) som kördes 8 juni 1967 på den 0,5 mile (804,672 m) långa ovalbanan Smoky Mountain Raceway i Maryville i Tennessee. Totalt avverkades 100 miles (160,934 km) fördelat på 200 varv. Banunderlaget var dirt. Loppet vanns av Richard Petty i en Plymouth på tiden 1:22.17 körande för Petty Enterprises. Pettys snitthastighet uppgick till 72,919 mph. Det var Pettys 58:e vinst av totalt 200 i karriären. Prispotten uppgick till 4 540 dollar, varav 1 000 dollar gick till segraren.

## Resultat
| Plc     | Nr | Förare          | Team/ bilägare    | Konstruktör | Start | Varv | Ledda varv |
| ------- | -- | --------------- | ----------------- | ----------- | ----- | ---- | ---------- |
| 1       | 43 | Richard Petty   | Petty Enterprises | Plymouth    | 6     | 200  | 121        |
| 2       | 14 | Jim Paschal     | Tom Friedkin      | Plymouth    | 8     | 200  | 0          |
| 3       | 29 | Dick Hutcherson | Bondy Long        | Ford        | 2     | 200  | 79         |
| 4       | 39 | Friday Hassler  | Red Sharp         | Chevrolet   | 5     | 199  | 0          |
| 5       | 4  | Elmo Langley    | DeWitt Racing     | Ford        | 7     | 199  | 0          |
| 6       | 86 | Joe Edd Neubert | Casper Hensley    | Chevrolet   | 3     | 197  | 0          |
| 7       | 48 | James Hylton    | Bud Hartje        | Dodge       | 10    | 196  | 0          |
| 8       | 20 | Clyde Lynn      | Negre Racing      | Ford        | 13    | 191  | 0          |
| 9       | 49 | G.C. Spencer    | GC Spencer Racing | Plymouth    | 9     | 189  | 0          |
| 10      | 97 | Henley Gray     | Gray Racing       | Ford        | 11    | 187  | 0          |
| 11      | 07 | George Davis    | George Davis      | Chevrolet   | 14    | 186  | 0          |
| 12      | 85 | Jim Hunter      | Casper Hensley    | Chevrolet   | 1     | 176  | 0          |
| 13      | 32 | Larry Miller    | Larry Miller      | Dodge       | 19    | 169  | 0          |
| 14      | 35 | Max Ledbetter   | Ken Carpenter     | Oldsmobile  | 17    | 166  | 0          |
| 15      | 2  | Donnie Allison  | J.D. Bracken      | Chevrolet   | 4     | 133  | 0          |
| 16      | 45 | Bill Seifert    | Seifert Racing    | Ford        | 16    | 130  | 0          |
| 17      | 31 | Bill Ervin      | Ralph Murphy      | Ford        | 18    | 114  | 0          |
| 18      | 01 | Herbert Estes   | Dennis Holt       | Ford        | 12    | 99   | 0          |
| 19      | 57 | George Poulos   | George Poulos     | Plymouth    | 20    | 56   | 0          |
| 20      | 34 | Wendell Scott   | Scott Racing      | Ford        | 15    | 51   | 0          |
| Källor: |    |                 |                   |             |       |      |            |